# 金壽煥
金壽煥樞機（韓語：김수환；1922年7月2日—2009年2月16日）聖名斯德望。他是韓國羅馬天主教首位樞機，也是當時羅馬天主教會內最年輕的樞機；人稱為韓國人權及民主的守護者。

## 生平
金壽煥於1922年7月2日在韓國大邱出生，在家中排行第八。他於1941年至1944年在日本上智大學修讀哲學，期間被迫為日軍服務。1947年至1951年在韓國天主教大學繼續修讀哲學；金壽煥於1957年至1964年在德國明斯特大學修讀神學及社會學。

### 擢升總主教
金壽煥於1951年9月15日晉鐸；1966年2月15日被任命為韓國天主教馬山教區主教。教宗保祿六世於1968年升任金壽煥為漢城總教區總主教；在其就任總主教演說中促請韓國天主教會「放下架子，融入社會」而成為窮人及服務社會的教會。

### 擢升樞機
1969年4月28日，保祿六世擢升年僅46歲的金壽煥為樞機外，並兼任平壤教區宗座署理；他除了是韓國首位樞機外，亦是當時羅馬天主教會內最年輕的樞機。1970年代至1980年代，金壽煥在韓國獨裁統治期間成為人權捍衛者，因而很多韓國人都稱他為人權及民主的守護者。1990年代，金壽煥擔憂韓國出現「反美親北」的傾向，並表示要關注北韓的人權及體制。1998年舉行的亞洲主教會議特別大會，金壽煥被任命為三位主席代表之一。金壽煥在同年4月3日正式辭去天主教首爾總教區總主教兼天主教平壤教區宗座署理職務，並由鄭鎮奭總主教接任。

### 逝世
金壽煥在2008年因身體衰弱入院；同年10月初，病情一度因呼吸困難而惡化；翌年2月15日，金壽煥突然出現肺炎病症，病情在下午突然加重。最終，金壽煥於2009年2月16日傍晚6時12分在天主教首爾總教區江南聖母醫院逝世，享壽87歲。由於金壽煥早在1989年簽署器官捐贈書，因此當晚7時20分進行移植眼球手術予兩位病人，及後遺體被移至首爾明洞圣堂。金壽煥的葬禮於同月20日假明洞主教座堂舉行，及後在龍仁天主教首爾總教區神職人員陵園內安葬。

## 外部連結
- 教宗悼念已故韓國金壽煥樞機[永久]